# Menia
Menia (5. století? - 510?) byla durynská královna, pocházející z germánského kmene Langobardů. Po své smrti se stala legendární postavou, spojovanou se zlatem a bohatstvím.
Její život je popsán v kronice Historia Langobardorum codicis Gothani. Podle tohoto zdroje byla manželkou krále Bisina, krále Durynků. Tato kronika i další langobardské kroniky popisují krále Bisina jako otce Radegundy, první manželky Wachona, krále Langobardů, její matkou byla patrně Menie. Franský biskup Venantius Fortunatus popisuje Bisina také jako otce Herminafrieda, Bertachara a Badericha a za jejich matku označuje Menii. Oproti tomu Řehoř z Tours bratry popisuje jako syny Basiny, která podle Řehoře z Tours byla manželkou Bisina, předtím než se provdala za franského krále Childericha I. Mnoho historiků však tuto informaci odmítá a manželství Bisina s Basinou považují za ahistorické a za jedinou známou manželkou Bisina uvádějí Menii.
Podle Paula Diacona a jeho kroniky Historia Langobardorum byla Menia matkou Audoina, krále Langobardů, který byl otcem Alboina. Podle Paula Diacona měla i dceru, jejíž potomci byli pozdější vévodové z Furlanska.